# Stazione di Corleone
La stazione di Corleone è stata una stazione ferroviaria posta sulla linea Palermo-Corleone-San Carlo a servizio del comune di Corleone.

## Storia
La stazione fu attivata nel il 20 dicembre 1886 insieme alla prima tratta Palermo-Corleone e rimase capolinea "provvisorio" fino al 1903 quando fu attivata la seconda tratta Corleone-San Carlo. La stazione continuò il suo esercizio fino alla sua chiusura avvenuta il 1º febbraio 1959.